# Фролов, Борис Андреевич (начальник училища)
Борис Андреевич Фролов (род. 2 января 1939, Тула, Тульская область) — советский и российский военачальник. Генерал-майор. Кандидат педагогических наук (1991).

## Биография
Родился 2 января 1939 года в г. Туле. Воспитанник Тамбовского суворовского военного училища (1950—1958), выпускник Киевского Краснознаменного танкового училища им. М. В. Фрунзе (1961), Военной академии бронетанковых войск им. Маршала Советского Союза Р. Я. Малиновского (1976).
Проходил службу на различных командных должностях — от командира танкового взвода до начальника Высшего военного танкового училища (КВО, БВО, ГСВГ, ПрибВО, ПрикВО, ТуркВО).
- Командир 128-го гвардейского учебного танкового полка,
- заместитель командира 66-й гвардейской учебной мотострелковой дивизии, г. Черновцы (1976—1982);
- 02.1982-06.1985 Полковник, генерал-майор. Командир 9-й Краснодарской Краснознамённой орденов Кутузова и Красной Звезды мотострелковой дивизии[1]. Начальник Майкопского гарнизона. СКВО. (Майкоп, Адыгейская АО, СССР). Избирался членом Адыгейского обкома КПСС, депутатом Адыгейского областного совета и Краснодарского краевого совета.
- начальник штаба 34-го армейского корпуса, г. Волгоград (1985—1986).
- 1986—1992 — Начальник Ташкентского высшего танкового командного ордена Ленина училища им. дважды Героя Советского Союза маршала бронетанковых войск П. С. Рыбалко
- Начальник военных вузов МО Узбекистана (06.1992-12.1992)[1].

- С декабря 1992 года — в запасе. Проживал в г. Тамбове[1].

## Знаки отличия
- Орден Красной Звезды
- Орден «За службу Родине в Вооружённых Силах СССР» 3 степени
- Медаль «За боевые заслуги»
- Медаль «За воинскую доблесть. В ознаменование 100-летия со дня рождения В. И. Ленина»
- Медаль «За укрепление боевого содружества»
- Юбилейная медаль «Двадцать лет Победы в Великой Отечественной войне 1941—1945 гг.»
- Медаль «Ветеран Вооружённых Сил СССР»(1990)[2]
- Юбилейная медаль «50 лет Вооружённых Сил СССР»
- Юбилейная медаль «60 лет Вооружённых Сил СССР»[3]
- Юбилейная медаль «70 лет Вооружённых Сил СССР» (1988)
- Медаль «За безупречную службу» I степени
- Медаль «За безупречную службу» II степени
- Медаль «За безупречную службу» III степени
- Иностранные награды.

и др.